# Dream Fighter
「Dream Fighter」（ドリームファイター）は、日本のテクノポップユニット・Perfumeの8枚目のシングル。2008年11月19日に徳間ジャパンコミュニケーションズから発売された。規格品番は初回限定盤がTKCA-73390、通常盤がTKCA-73395。

## 解説
「Baby cruising Love/マカロニ」、「love the world」に続き、2008年3枚目のシングルであり、同年の最後に発表されたシングルである。着うたは、10月29日に先行配信された。
表題曲「Dream Fighter」は、疾走感溢れる応援曲。楽曲のレコーディングの際、声量を抑えて歌うこれまでのPerfumeのスタイルに反し、意図的に声を張った歌い方がなされた点にも特徴がある。
リリースの時期と同じくして、Perfumeは自身の夢であった日本武道館公演を行っており、メンバーは「今のPerfumeに対するストレートなメッセージにもなっていて、びっくりした。」とコメントしている。
一方、冬の季節に合わせたカップリング曲「願い」は、「Dream Fighter」とは対照的にスローテンポな楽曲となっている。
。PVについては、関和亮が担当し、コンピューターシティの2008年バージョンをイメージして作られた。振り付けはMIKIKOが担当している。2009年「MVA BEST CHOREOGRAPHY VIDEO（振り付け、ダンス面で最も優れた作品） 」受賞。

## 収録曲

### CD
| 全作詞・作曲: 中田ヤスタカ（編曲含む）。 |                                          |                           |                           |      |
| #                                        | タイトル                                 | 作詞                      | 作曲・編曲                | 時間 |
| 1.                                       | 「Dream Fighter」                        | 中田ヤスタカ （編曲含む） | 中田ヤスタカ （編曲含む） | 4:54 |
| 2.                                       | 「願い」                                 | 中田ヤスタカ （編曲含む） | 中田ヤスタカ （編曲含む） | 4:48 |
| 3.                                       | 「Dream Fighter-Original Instrumental-」 | 中田ヤスタカ （編曲含む） | 中田ヤスタカ （編曲含む） | 4:55 |
| 4.                                       | 「願い-Original Instrumental-」          | 中田ヤスタカ （編曲含む） | 中田ヤスタカ （編曲含む） | 4:48 |
| 合計時間:                                | 合計時間:                                | 19:25                     |                           |      |

### DVD (初回限定盤のみ)
1. 'Dream Fighter'  video clip

## メディアでの使用曲
- 朝日放送テレビ・テレビ朝日系『これって私だけ?』オープニングテーマ

## 超激レア企画
初回限定盤の帯裏に付いている応募券にて応募した場合、抽選で以下のような特典が当たる（2008年12月3日消印まで有効）。
- 100名にPerfumeオリジナルグッズをプレゼント
- 5名にPerfume直筆年賀状が贈られる
- 1名にPerfumeが「願い」（例えば「自宅に訪問してくれ」、「経営する幼稚園で園児に踊りを教えてあげてほしい」、「学校の卒業式でライブをやってくれ」、「合コンしたい」等）を叶えてくれる